# فايز قنديل
فايز قنديل (ولد في 18 نوفمبر 1933 في سمخ، توفي في 31 مارس 2019 في دمشق)، إعلامي وإذاعي سوري فلسطيني وسياسي في حزب البعث العربي الاشتراكي وفي منظمة الصاعقة الفلسطينية.

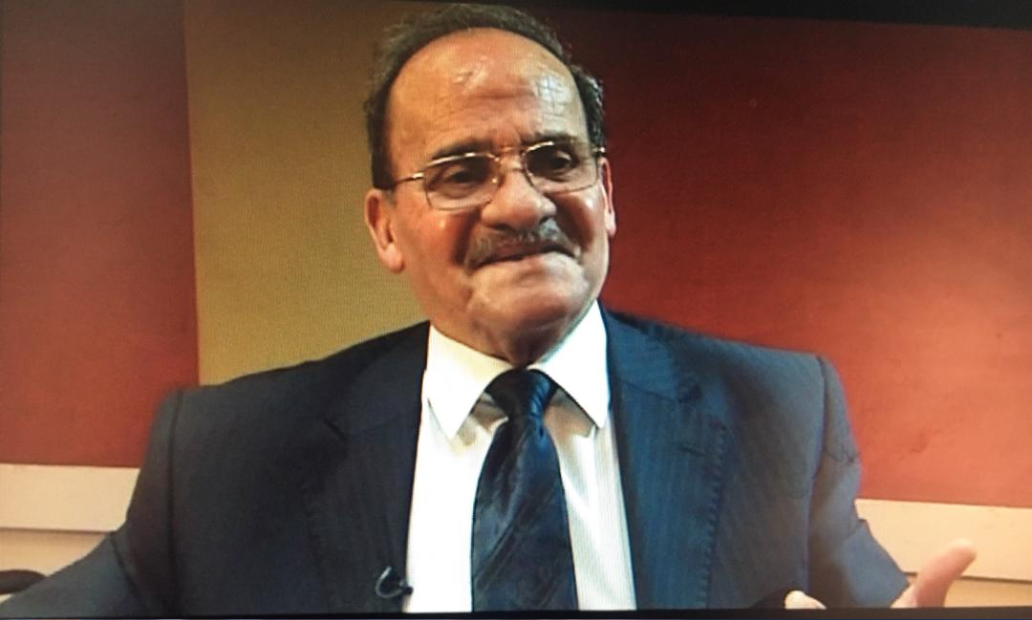
صورة شخصية

## حياته
ولد في بلدة سمخ قرب طبريا في 18 نوفمبر 1933، وتلقى فيها تعليمه الابتدائي، والتحق بالكلية العربية في القدس. لجأ في حرب عام 1948 مع أسرته إلى دمشق، حيث أتم تعليمه الثانوي ودرس الأدب العربي في جامعتها. عمل بعد تخرجه في التدريس.
إنضم في فترة دراسته الجامعية إلى حزب البعث العربي الاشتراكي وشغل موقع أمين فرقة في كلية الآداب، وعمل متطوعًا في صحيفة البعث في الخمسينيات، وكان يترجم لها القصص عن اللغة الإنكليزية.. عمل عام 1959 مذيعا في صوت العرب في فترة الوحدة المصرية السورية. عمل عام 1964 مذيعًا في إذاعة منظمة التحرير الفلسطينية في القاهرة، وشغل عام 1965 موقع مديرها المساعد. عاد عام 1968 إلى سورية. تزوج عام 1969 من أسيمة عبد الرحمن قزيز ولهما ثلاثة أبناء.
عمل في الأعوام 1970 و1971 مديرا للإذاعة السورية، وعمل في الصحافة وترأس ابتداء من عام 1976 تحرير مجلة الطلائع التي كانت تصدرها منظمة الصاعقة الفلسطينية.

## مواقع سياسية
شغل عدة مواقع قيادية حزبية ونقابية:
- عضو قيادة فرع حزب البعث في مدينة الحسكة السورية عام 1956م.
- عضو قيادة فرع حزب البعث في مدينة القامشلي السورية عام 1957م.
- عضوية المكتب الثقافي القطري لحزب البعث العربي الاشتراكي.
- عضوية المكتب الثقافي في القيادة القومية لحزب البعث العربي الاشتراكي.
- عضوية المكتب التنفيذي لإتحاد الصحفيين العرب.
- عضوية المكتب التنفيذي لإتحاد الصحفيين الفلسطينيين.

## من مؤلفاته
- «رياح تشرين» عن حرب تشرين/أكتوبر
- «من الزاوية الفلسطينية» وهو حول أدب القضية الفلسطينية.
- «الساداتية من أين وإلى أين».
- "التراث للجميع" حول التراث العربي".
- «الطريق إلى القيروان».
- «حرب المصطلحات» والذي تلكأ أكثر من خمس وعشرون صفحياً لإنجازه، وهو عن المصطلحات التي دستها إسرائيل وحلفائها في الإعلام العربي وإيجاد مصطلحات بديلة.

## وفاته
توفي في فجر يوم الأحد 31 مارس 2019 عن عمر ناهز الـ86 عاماً بعد تعرضه لأزمة شديدة بدأت بمياه بالرئة رافقها اختناق في التنفس ثم توقف مفاجئ لعضلة القلب.[بحاجة لمصدر]